# Stein (Windeck)
Stein ist ein Ortsteil der Gemeinde Windeck im Rhein-Sieg-Kreis. Heute gehört er zu Schladern.

## Lage
Stein liegt in einer Siegschleife zwischen Schladern und Dattenfeld. Nachbarort im Westen war Gauchel.

## Geschichte
Das Dorf gehörte zum Kirchspiel Rosbach und zeitweise zur Bürgermeisterei Dattenfeld.
1830 wurde Stein als Hof erwähnt.
1845 hatte der Weiler 18 katholische Einwohner in drei Häusern. 1863 gab es 24 Einwohner. 1888 gab es 28 Bewohner in vier Häusern.
Der alte Ortsteil befand sich in Höhe des Elmore’s Werk am heutigen Siegdurchstich. Der Name ging auf nördlichere Häuser über.
1962 wohnten hier 57 und 1976 23 Personen.